# Margites deroliformis
Margites deroliformis là một loài bọ cánh cứng trong họ Cerambycidae.